# 內城區 (格拉茨)
內城區（德語：Innere Stadt）是指奧地利城市格拉茨的老城區。內城區面積1.16平方公里，2011年有人口3,545人。內城區被列入世界文化遺產。

## 外部連結
- Website of the city of Graz （德文） （英文）
- UNESCO World Heritage Centre entry（页面存档备份，存于）

47°4′19″N 15°26′27″E / 47.07194°N 15.44083°E